# アルゴナビス AAside Memorial Album 完全生産限定盤
『アルゴナビス AAside Memorial Album 完全生産限定盤』（アルゴナビス ダブルエーサイド メモリアル アルバム かんぜんせいさんげんていばん）は、from ARGONAVISの1枚目のコンピレーション・アルバム。2023年4月12日に発売された。
ゲーム『アルゴナビス from BanG Dream! AAside』に実装されたオリジナル楽曲がすべて収録されている。カバー楽曲は「Marble」「Mix」やシングルのカップリング曲として収録されている。
Blu-ray Discには4周年イベント「ARGONAVIS 4th NAVIVERSARY EVENT -CHEMISTRY-」を収録。
現状、風神RIZING!「風神大運動会」のフル版はこのアルバムでのみ聴くことができる。

## 収録曲

### CD Disc1
1. AAside
作詞：中村航、作曲・編曲：渡辺拓也 歌：Argonavis
2. MANIFESTO (3:41)
作詞・作曲：ASH DA HERO、編曲：ASH DA HERO・脇眞富（Arte Refact）歌：GYROAXIA
3. 銀の百合
作詞：マオ（シド）、作曲：御恵明希（シド）、編曲：シド、歌：Fantôme Iris
4. バンザイRIZING!!!
作詞・作曲・編曲：TAKE（FLOW）、歌：風神RIZING！
5. 光の悪魔
作詞・作曲・編曲：TK（凛として時雨）、歌：εpsilonΦ（宇治川紫夕・二条遥）
6. Stand by me!!
作詞：中村航、作曲：小高光太郎・Re:nG、編曲：Re:nG・佐鳥研斗、歌：Argonavis
7. FAR AWAY
作詞：ASH DA HERO、作曲・編曲：YOUSAY、歌：GYROAXIA
8. 棺の中のセラヴィ
作詞：中村彼方、作曲・編曲：三好啓太
9. G線上にY!?
作詞：中村航、作曲：海津信志、編曲：廣澤優也（HANO）・谷ナオキ（HANO）、歌：風神RIZING！
10. Play With You
作詞：新田目駿、作曲：藤井亮太、編曲：青木宏憲・日直伸次、歌：εpsilonΦ（宇治川紫夕）

### CD Disc2
1. As Is あるがままで
作詞：中村航、作曲・編曲：廣澤優也・青木宏憲、歌：Argonavis
2. EGOIST
作詞：SHiNNOSUKE（ROOKiEZ is PUNK'D/S.T.U.W）、作曲・編曲：西坂恭平 from STRIKERS、歌：GYROAXIA
3. Into the Flame
作詞・作曲・編曲：加藤貴之、歌：Fantôme Iris
4. ランガンラン
作詞：中村航、作曲・編曲：藤井健太郎（HANO）、歌：風神RIZING！
5. Egoistic才Φ
作詞：新田目駿 、作曲・編曲：藤井健太郎、歌：εpsilonΦ
6. Root of Love
作詞 : 中村航、 作曲: 片山俊・YAS、編曲 : 廣澤優也(HANO)・片山俊・YAS、歌：Argonavis
7. GETTING HIGH
作詞：ASH DA HERO、作曲・編曲：大和、歌：GYROAXIA
8. 狂喜のメロディ
作詞：マオ（シド）、作曲：ゆうや（シド）、編曲：シド、歌：Fantôme Iris
9. 夢見るBoy守るため
作詞：中村航、作曲・編曲：鋼鉄兄貴（HANO）、歌：風神RIZING！
10. Sake it L⓪VE！
作詞：南野Emily、作曲：石田秀登、編曲：日直伸次（HANO）、歌：εpsilonΦ

### CD Disc3
1. QUIET DANCE
作詞：中村航、作曲・編曲：関口晶大、歌：Argonavis
2. GET MYSELF
作詞：ASH DA HERO、作曲・編曲：ZENTA、歌：GYROAXIA
3. ザクロ
作詞：マオ（シド）、作曲：Shinji（シド）、編曲：シド、歌：Fantôme Iris
4. ダチフレンド
作詞：中村航、作曲・編曲：廣澤優也（HANO）・青木宏憲（HANO）、歌：風神RIZING！
5. End of Reason
作詞：白鷺雪兎、作曲：鋼鉄兄貴（HANO）、編曲：鋼鉄兄貴（HANO）・日直伸次（HANO）、歌：εpsilonΦ
6. 夏のBURRRRN!!!
作詞：中村航、作曲・編曲：HaTo・廣澤優也、歌：Argonavis
7. AMBIGUOUS
作詞・作曲 : （ROOKiEZ is PUNK'D/S.T.U.W、編曲：YOUSAY、歌 : GYROAXIA
8. un:Mizeria
作詞 : 白鷺雪兎、作曲・編曲：青木宏憲・廣澤優也、歌：Fantôme Iris
9. フラれた男のラブレター
作詞：中村航、作曲・編曲：渋谷勇太、歌：風神RIZING！
10. Cynicaltic Fakestar
作詞：出口遼、作曲：HaTo、編曲：廣澤優也（HANO）・HaTo、歌：εpsilonΦ

### CD Disc4
1. JUNCTION
作詞：中村航、作曲・編曲：渡辺拓也、歌：Argonavis
2. WITHOUT ME (3:55)
作詞・作曲・編曲：ASH DA HERO、歌：GYROAXIA
3. Janus
作詞・作曲・編曲：加藤貴之、歌：Fantôme Iris
4. NO RICE NO LIFE
作詞：中村航、作曲・編曲：谷ナオキ、歌：風神RIZING！
5. ユメノアト
作詞・作曲： 藤井健太郎、編曲：HANO、歌：εpsilonΦ
6. 銀の新星＜SILVER NOVA＞
作詞：中村航 、作曲・編曲：伊藤和馬、歌：Argonavis feat.二条 遥 from εpsilonΦ
7. Spooky Halloween Night
作詞・作曲・編曲：UYKADO、歌：Fantôme Iris
8. 風神大運動会 
作詞：中村航、作曲・編曲：鋼鉄兄貴（HANO）、歌：風神RIZING！
9. SCATTER
作詞：SHiNNOSUKE（ROOKiEZ is PUNK'D/S.T.U.W）、作曲・編曲：UZ（SPYAIR/S.T.U.W）
10. 星がはじまる
作詞：中村航・田淵智也（UNISON SQUARE GARDEN）、作曲：田淵智也、編曲：渡辺拓也、歌：Argonavis
11. VOICE
作詞：中村航、作曲・編曲：渡辺拓也、歌：Argonavis
12. Y
作詞・作曲・編曲：TAKE（FLOW）、歌：Argonavis
13. ゴールライン
作詞：中村航・渡辺拓也、作曲・編曲：渡辺拓也、歌：Argonavis

### Blu-ray Disc
- ARGONAVIS 4th NAVIVERSARY EVENT -CHEMISTRY-